# روبرت بي. فانس
روبرت بي. فانس (بالإنجليزية: Robert B. Vance)‏ هو ضابط وسياسي أمريكي، ولد في 24 أبريل 1828 في آشفيل في الولايات المتحدة، وتوفي بنفس المكان في 28 نوفمبر 1899. حزبياً، نشط في الحزب الديمقراطي. وقد انتخب عضو مجلس النواب الأمريكي.